# Villino Hoepli
Il Villino Hoepli era un villino signorile in stile neorinascimentale di Milano, realizzato su progetto dell'architetto Carlo Formenti fra il 1894 e il 1896 e sostituito nel 1938 dalla Villa Falck, tuttora esistente. Si trovava in via XX Settembre al civico 2, all'angolo con via Tamburini.

## Storia e descrizione
Col Piano Beruto (1884-1889) si andò a risolvere la controversia legata alla lottizzazione delle aree retrostanti il Castello Sforzesco (la ex piazza d'armi), dando al contempo alla città di Milano un adeguato piano di ampliamento. Sull'area dell'ex piazza d'armi sarebbe stato infatti realizzato il Parco Sempione, mentre le aree comprese fra il Castello e Porta Magenta vennero destinate alla lottizzazione, per la realizzazione di edifici residenziali destinati alla borghesia. Nello specifico, la via XX Settembre venne suddivisa in piccoli appezzamenti, destinati ad ospitare villini signorili.
Agli inizi degli anni Novanta vennero finalmente messi in vendita i primi lotti edificabili su via XX Settembre e Ulrico Hoepli ne acquistò uno di 1.248 m² (circa 39 x 32 m), a ridosso del Parco Sempione. Il Villino Hoepli fu uno dei primi ad essere edificato, fra il 1894 ed il 1896, su progetto dell'architetto Carlo Formenti. Realizzato in uno stile neorinascimentale, si estendeva su 330 m², per un totale di ventotto stanze. Tra queste, si ricordano la sala da pranzo, lunga 9 metri e larga 4,5, una sala cinese, una sala rinascimentale e la sala da biliardo. Il villino era inoltre dotato di un ampio giardino all'interno del quale si trovava anche un'apposita pista coperta da due tettoie ellittiche per giocare a Kegelbahn (gioco di birilli). Al di sopra dell'ingresso principale, al primo piano, si sviluppava una terrazza esterna rialzata con sottostante porticato; esisteva inoltre un secondo accesso laterale per i fornitori e la servitù, che conduceva direttamente al piano interrato. Al centro dell'edificio era invece collocata una grande scalinata, in legno, mentre una seconda scala conduceva invece al piano immediatamente superiore. Dalla sala da pranzo si poteva avere accesso alla loggia, caratterizzata dalla presenza di una vetrata decorata dall'artista svizzero Richard Arthur Nüscheler; al di sopra della loggia si estendeva invece la terrazza.
La villa, malgrado l'imponenza e la sontuosità, non servì mai ad esibire od ostentare la propria posizione e ricchezza, né fu teatro di feste o ricevimenti. Venne impiegata con funzione di rappresentanza soltanto nel 1906, quando ospitò il presidente federale Ludwig Forrer, venuto a Milano per incontrare il re Vittorio Emanuele III in occasione della cerimonia per l'inaugurazione del Traforo del Sempione.